# François de Surienne
François de Surienne, dit François l’Aragonais, né en 1398 dans le royaume d'Aragon et mort en 1462, est un noble au service de l'Angleterre dans les dernières années de la guerre de Cent Ans, particulièrement en Normandie, puis au service du duc de Bourgogne Philippe le Bon, dont il dirige les services de l'artillerie et du génie (fortifications). 

## Biographie

### Liens familiaux
Il est le neveu de Perrinet Gressart, qui détient abusivement le château de Passy-les-Tours, du fait de son mariage avec Étiennette de Grésille.
Peut-être apparenté aux Borgia, eux aussi originaires du royaume d'Aragon, il pourrait être l'oncle de Rodrigo Borgia[réf. nécessaire], qui devient pape en 1492 sous le nom d'Alexandre VI. 
Sa fille Jeanne épouse Richard Aux-Épaules, un fidèle de Surienne, châtelain de Longny pour son beau-père : d'où la succession de Pisy.[pas clair]

### Dans la guerre de Cent Ans: au service de l'Angleterre
Qualifié[Par qui ?] d'aventurier à la solde des Anglais, il est seigneur de Pisy, de Châtel-Gérard, seigneur de Longny (Lunée), et occupe le sfonctions de bailli de Chartres et de Saint-Pierre-du-Moustier, de capitaine de Montargis, de Saint-Germain-en-Laye et de Pont-Audemer, de gouverneur du Mans, de constable du château de Portchester, de gouverneur de la basse Normandie pour le compte du roi d'Angleterre.
il est aussi conseiller du roi d'Angleterre[réf. nécessaire] Henri VI. Il est fait chevalier de la Jarretière en 1447. 
Il a déjà pris trente-deux villes lorsque, le 23 mars 1449, alors qu'une trêve est établie depuis 1444 entre la France et l'Angleterre, il s'empare de la ville bretonne de Fougères, ce qui amène la fin de la trêve et le début des dernières campagnes de reconquête du roi de France Charles VII, qui s'achèvent en octobre 1453 par la prise de Bordeaux, ville détenue par les rois d'Angleterre depuis 1154. 
Le 10 novembre 1450, le roi d'Aragon Alphonse V adresse à Charles VII, une lettre lui recommandant Franciscus Dictus Aragonensis (« François dit l'Aragonais »).
Il employa la ville de Condé-sur-Noireau, qui appartenait à l'Anglais John Fastolf du château de Caister (Norfolk), dans ce but.[pas clair]
Dans ces temps de guerre et de troubles, François l'Aragonais, surnommé Poliorcète (preneur de villes), rendit aux habitants des villes bourguignonnes de Montréal et d'Avallon d'assez grands services dont ceux-ci se montrèrent toujours reconnaissants[réf. nécessaire]. 

### Après la guerre de Cent Ans: au service du duc de Bourgogne (1454-1462)
Après vingt ans passés au service du roi d'Angleterre, l'Aragonais entre au service du duc de Bourgogne Philippe le Bon. Il l'accompagne  en qualité de gouverneur pendant la campagne contre les Gantois[réf. nécessaire]. Les années de paix durant lesquelles il a la direction de l´artillerie lui permettent d'apporter au matériel les améliorations issues de son expérience de la guerre : l'invention  des tourillons et, par suite, celle des affûts à flasques semblent appartenir à cette époque[réf. nécessaire].
À partir de 1461, il réforme dans un sens moderne les fortifications de Dijon puis celle du château de Fougères[pas clair]. Pour cela, il procède au renforcement des fortifications de type ancien (châteaux forts) par des ouvrages placés en avant (bastions). Le tracé tenaillé[pas clair] apparaît alors dans certaines parties de la fortification, en particulier les points faibles.
En 1461, François de Surienne est bailli de Chartres.[pas clair]

### Mort et funérailles
Mort le 8 avril 1462, âgé de 64 ans, François de Surienne a pour successeur Waleran de Soissons[réf. nécessaire].